# 소니엔젤
소니엔젤(영어: Sonny Angel)은 토오루 소에야가 창립한 일본의 완구회사 드림즈의 피규어 브랜드이다.

## 피규어 소개
공식 슬로건은 'He may bring you happiness'다. 피규어들은 하의를 입지 않은 것이 특징이다.

## 기타
제품군의 이름은 고안자 소에야 씨의 별명에서 유래되었으나, 같은 국가의 전자제품 기업인 소니와 헷갈릴 수 있다.(한국어로는 발음도 같기 때문에 더더욱 혼동될 수 있다.) 영어로 표기할 때의 차이로는 전자제품 기업 소니의 사명은 N자가 하나이고, 이 피규어 제품군은 N자가 2개 들어가므로 영어 표기로는 헷갈리지 않아도 된다. 하지만 손흥민 선수의 별명인 쏘니(Sonny)와 헷갈릴 수도 있다. 당연히 기업 소니와 손흥민과는 관련이 없다.